# Thidiazuron
Thidiazuron (ISO-naam) is een fenyl-ureumderivaat. Het is een biologisch actieve stof die gebruikt wordt als plantengroeiregelaar, meer specifiek als ontbladeringsmiddel bij de teelt van katoen of fruit.

## Toepassingen

### Plantengroeiregelaar
De syntheseroutes en de toepassing als plantengroeiregelend middel werden begin jaren '80 gepatenteerd door het Duitse bedrijf Schering AG. De stof wordt opgenomen door de bladeren en heeft een cytokinine-achtige activiteit in de planten. Ze wordt gebruikt om op een gecontroleerde manier bladeren te laten afvallen vóór het oogsten, zonder de verdere groei en rijping van de plant negatief te beïnvloeden. Daardoor wordt de mechanische oogst vergemakkelijkt en ook het rijpingsproces versneld, omdat die bladeren het zonlicht niet meer tegenhouden. Bij een correcte dosering zouden de planten later opnieuw een normaal bladerdek ontwikkelen.
Thidiazuron kan ook als herbicide werken, doordat het mits een aangepaste dosis en tijdstip van toediening de groei helemaal stopt (dwerggroei).
Het product werd gecommercialiseerd door Aventis Crop Science; dat later in Bayer CropScience opging. Merknamen zijn Dropp (voor gebruik in de teelt van katoen) of Revent (voor gebruik in de fruitteelt). Dropp Ultra, Dropp UltraMAX en Ginstar zijn producten met een mengsel van thidiazuron en diuron.

### Bewaarmiddel
Michael A. Reid en medewerkers aan de Universiteit van Californië hebben vastgesteld dat thidiazuron geschikt is om de houdbaarheid van snijbloemen te verlengen, door de afgesneden bloemen in een oplossing van het middel te dompelen. De stof vertraagt of verhindert de verwelking van de bladeren.

## Regelgeving
In de Europese Unie is thiadiazuron sedert 2008 niet meer toegelaten voor gebruik in de landbouw. Het was een van de verouderde landbouwchemicaliën die in het kader van de Europese pesticidenrichtlijn 91/414/EEG moest geëvalueerd worden op haar milieu- en gezondheidsrisico's, om een nieuwe toelating te kunnen verkrijgen. Maar het bedrijf dat het aanvraagdossier had ingediend besliste om zich terug te trekken. Een verouderde stof is een werkzame stof die op 25 juli 1993 reeds in de Europese Unie op de markt was, dus vóór de inwerkingtrede van de richtlijn. Thidiazuron werd in de Europese Unie enkel gebruikt in Spanje, Griekenland en Italië. De toelatingen voor thidiazuron moesten ingetrokken worden tegen 4 oktober 2008 (bestaande voorraden mochten nog één jaar nadien gebruikt worden).
Thidiazuron is wel nog erkend in andere delen van de wereld, onder meer in de Verenigde Staten, Australië en Mexico.

## Toxicologie en veiligheid
Thidiazuron is matig toxisch voor vissen en waterorganismen. Het is weinig toxisch voor vogels of bijen. Het is niet gemakkelijk biologisch afbreekbaar. De Wereldgezondheidsorganisatie WHO heeft de stof de indeling U gegeven: unlikely to present acute hazard in normal use; met andere woorden: het is onwaarschijnlijk dat de stof een acuut gevaar zou opleveren bij normaal gebruik.